# Македонский ренессанс
Македонский Ренессанс — термин, используемый для описания периода правления Македонской династии Византийской империи (867—1056), и в особенности X века, который некоторые учёные рассматривают как период повышенного интереса к классической науке и усвоения классических мотивов христианским искусством.

## Концепция
В силу определённых проблем с этим термином, учёные использовали альтернативные названия для описания этого периода, включая «ренессанс» (с маленьким «р»), Средневековый Византийский Ренессанс или Первое Византийское Возрождение (где Палеологовское возрождение с XIII века становится вторым).
Македонское искусство относится к этому периоду.
Поскольку слово «Ренессанс» (Rinascimento — Возрождение) было создано в XV и XVI веках итальянскими гуманистами, чтобы описать современную им эпоху, его использование вне этого контекста проблематично; однако, рассматриваемый период, вне сомнения, дал идеи и произведения искусства, отражающие переоценку классических идеалов.
Термин Македонский ренессанс впервые использовал Курт Вайцман в своей работе The Joshua Roll: A Work of the Macedonian Renaissance, посвящённой архитектуре Македонии.

## Эпоха Македонского Ренессанса
Василий I Македонянин (867—886), основатель Македонской династии императоров Византии, родился в византийской феме Македония, в крестьянской семье, согласно многим источникам армянского происхождения. Он вращался в влиятельных кругах Константинополя и вскоре император Михаил III сделал его соправителем.
С помощью политических манёвров, Василий сумел обеспечить своё будущее, в качестве императора, а затем начал военные и дипломатические кампании, чтобы обезопасить империю. Он сумел восстановить контроль над Критом и Кипром и, одновременно, отразить болгарский натиск на свою территорию. Таким образом, его династия сумела поддержать период мира, при котором расцвели экономика, философия, искусство, и культура.
Одновременно реформы в законодательстве были направлены на ограничение власти и роста крупных землевладельцев и на формирование торговых гильдий, что позволяло государству контролировать развитие, так как это описано в Книге эпархов.

## Македонский Ренессанс
Греческая и французская византинистка Элени Гликадзи-Арвелер писала, что «рассматривая иконоборчество в упрощённой схеме, можно прийти к заключению, что это явление означало для Византии полный разрыв с греко-римской традицией, во всех её проявлениях»:34.
Конец иконоборчества и «реабилитация» икон приходится на 843 год:44.
Гликадзи-Арвелер считает, что иконоборчество выражало население восточных провинций империи, но в конечном итоге империя приняла сторону населения западных провинций, глубоко привязанного к греко-римским традициям:46.
Отход от иконоборчества сделал возможным написание икон с бо́льшим классическим и натуралистическим влиянием, что в свою очередь повлияло на искусство и культуру в целом.
Примерами этого являются мозаики, такие как «Богородица с Младенцем», в Константинопольской Святой Софии. Новый стиль византийского искусства видимо также вдохновил итальянских художников, таких как Чимабуэ и Джотто ди Бондоне ещё задолго до начала Итальянского Возрождения.
Гликадзи-Арвелер пишет, что «апогей славы Византии охватывает период с середины X до середины XI веков». «Будет трудно кому-либо поставить под сомнение тот факт, что в этот период империя является самой большой всемирной силой», что было очевидно для её друзей и признавалось её врагами. В средневековой иерархии наций, Византия находилась на вершине пирамиды:55.
Один из императоров «Македонской династии», Константин VII Багрянородный, написал на греческом языке книгу О церемониях, тематика которой была сосредоточена на правлении, дипломатическом взаимодействии с соседними народами, и другими обычаями того времени.
В своей работе Константин VII Багрянородный упорядочил церемониал приёма иностранных монархов и послов, «согласно их ряда», подчёркивая место византийского императора среди других христианских монархов, как «Христос среди апостолов»:56.
Образование вновь стало приоритетом. Дворец Магнавра в Константинополе уже с 849 года при Михаиле III был отдан под Магнаврскую школу, или университет.
«Школу» возглавил философ Лев Математик (около 790 — после 869), чьи работы однако, в своём большинстве, были утеряны.
Константинопольский университет гордился своими учёными, такими как Михаил Пселл, который написал Хронографию, историю четырнадцати византийских императоров (период от смерти императора Иоанна Цимисхия в 976 году, до 1077 года, то есть незадолго до смерти императора Михаила VII Дуки (1071—1078)).
Предшественником Михаила Пселла был Лев Диакон, чья «История» охватывает события периода 959—976.
И «Хронография» Михаила Пселла, и «История» Льва Диакона содержатся в кодексе «Parisinus graecus 1712»).
Характер Возрождения придаёт этому периоду «реабилитация греческого мира», которую предприняли Михаил Пселл, Иоанн VIII Ксифилин и Иоанн Евхаитский (Мавропус).
До того, византийцы, говорившие по гречески, но именовавшие себя ромеями, придавали словам «эллин» и «эллинизм» значение язычник и язычество.
«Именно в этот период, термины эллин и эллинизм вновь получили значение, которое узаконило их в византийской культуре».
Теперь они стали означать предка и его культуру, сохранив своё благородное значение до конца Византийской империи:71.
Гликадзи-Арвелер пишет, что энтузиазм по отношению к древней греческой культуре означает «существование Возрождения в Византии, задолго до официального использования этого термина, охватив постепенно всю духовную жизнь Византии, в ущерб даже христианской традиции».
Со временем, термины греческий (эллинский) и эллинизм стали использоваться византийской интеллигенцией, для определения византийского образования и культуры.
Византийцы всё более осознавали свою привилегированную связь с греческой древностью, в силу своего греческого языка. Это дифференцировало их от латинского мира и давало им новые титулы благородства.
Гликадзи-Арвелер пишет, что византийские интеллигенты вновь приняли термины эллин и эллинизм, несущие с собой характер добродетели, чтобы отвергнуть римский термин грек, используемый латинянами в их полемике с византийцами.
«Приходим к заключению, что древний греческий идеал имеет тенденцию заменить римский идеал, не только потому, что на последний претендует Запад, но, в основном, потому что римский мир, с которым этот идеал был связан в военном и политическом значениях, был в конечном итоге завоёван греческим духом»:72.